# Marek Piwowski

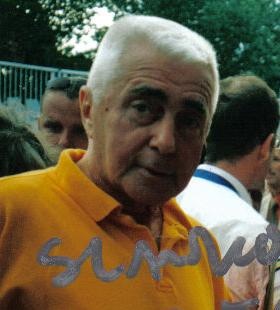
Marek Piwowski (2007)

Marek Andrzej Piwowski (* 24. Oktober 1935 in Warschau) ist ein polnischer Filmregisseur und Drehbuchautor.
Marek Piwowski studierte in Warschau Journalistik und beendete diese Studien 1963. Anschließend begann er ein Regiestudium an der Filmhochschule Łódź, das er 1968 abschloss. Noch während des Studiums in Łódź begann er mit kleineren Dokumentarfilmen seine Regiekarriere. Sein Spielfilmdebüt gab er 1970 mit dem Film Rejs, der bis heute zu den legendären Kultfilmen des polnischen Kinos gehört. Neben seiner Arbeit als Spielfilmregisseur und Drehbuchautor arbeitete Piwowski bis 1982 auch als Dokumentarfilmer. Auch seinen Spielfilmen verleiht er immer wieder einen dokumentarischen Stil.

## Filmografie
Regie
- 1969 Psychodrama – Dokumentarfilm über eine Besserungsanstalt für Mädchen
- 1970: Rejs – Der Ausflug (Rejs)
- 1971: Korkociag – Korkenzieher – „Reenactment eines Redners anläßlich des Jubiläums der Spirituosen-Industrie“[1]
- 1973: Hair – Dokumentarfilm über eine Wettbewerb von Friseuren
- 1976: Pardon, wird hier geprügelt? (Przepraszam, czy tu biją?)
- 1993: Die Entführung der Agata (Uprowadzenie Agaty)
- 2005: Oskar

Darsteller
- 1975: Zwischenbilanz (Bilans kwartalny)
- 1975: Dienstreise (Wyjazd służbowy)
- 1979: Zuhause in einem fremden Land (Útközben)